# 克里奇卡

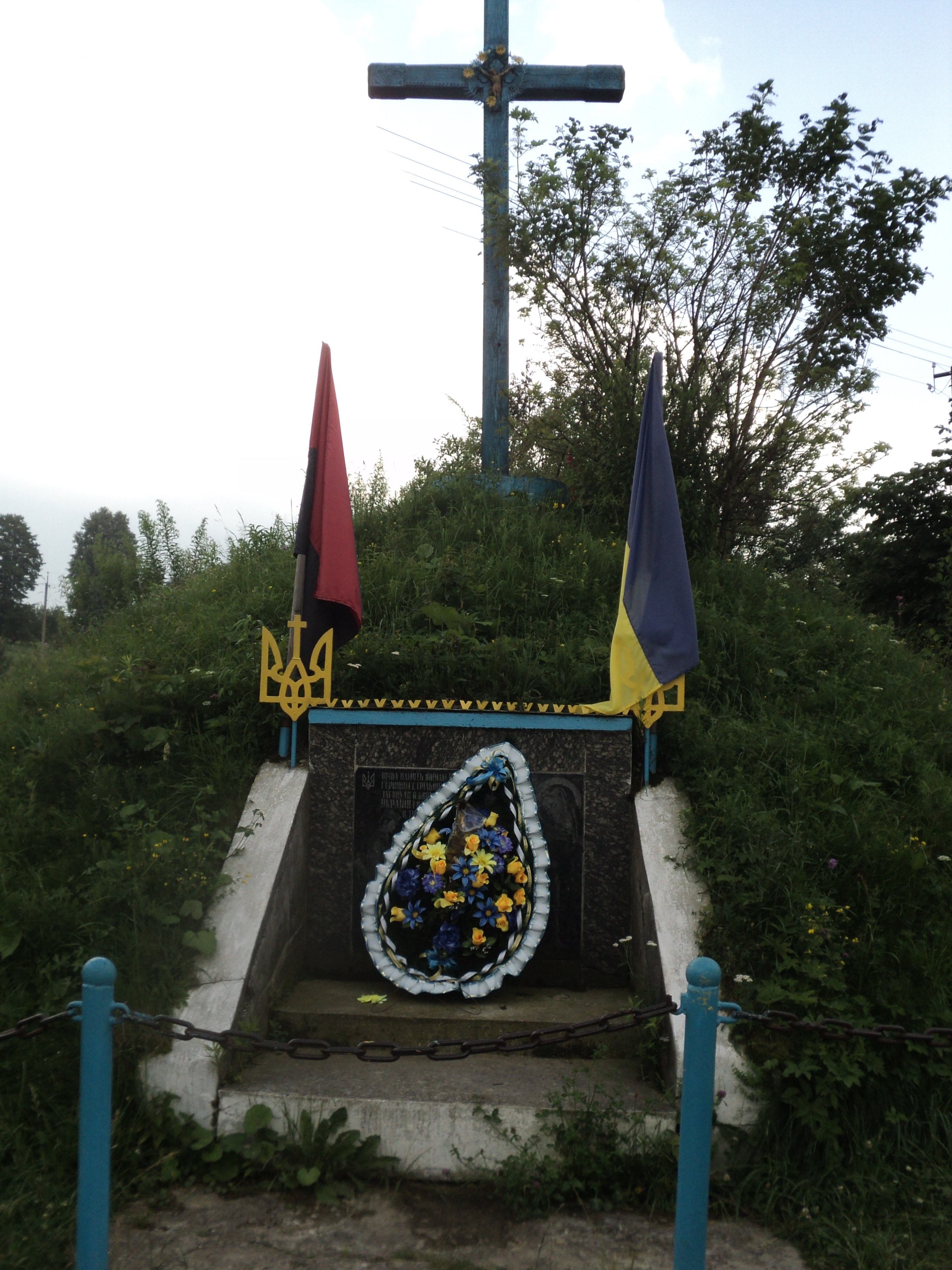

克里奇卡（烏克蘭語：Кричка），是烏克蘭西部的村莊，隸屬伊萬諾-弗蘭科夫斯克州的伊萬諾-弗蘭科夫斯克區。該村始建於1729年，面積17平方公里，海拔高度529米，2001年人口1,795，人口密度每平方公里105.6人。
48°40′30″N 24°19′32″E / 48.67500°N 24.32556°E